# FIBA West Asia Super League 2022-2023
La FIBA West Asia Super League 2022-2023, anche conosciuta come FIBA WASL 2022-23, è stata la prima edizione della competizione, la principale competizione di basket per l'Asia occidentale organizzata dalla FIBA Asia.
Il campionato ha previsto la partecipazione di diciotto squadre. La stagione è iniziata il 19 dicembre 2022 e si è conclusa il 17 giugno 2023 con la partita finale delle Final Eight, ospitata a Dubai negli Emirati Arabi Uniti.
La lega è stata divisa in due sottozone, la Lega dell'Asia Occidentale (West League) e la Lega del Golfo (Gulf League), ed entrambe hanno avuto una finale per determinare i vincitori della sottozona.
L' Al Manama ha vinto il titolo nella stagione inaugurale dopo aver sconfitto il Al Kuwait nella finalissima di Dubai. Dopo la vittoria, l' Al Manama è stata invitata a partecipare alla Coppa Intercontinentale FIBA 2023.

## Formato
18 squadre hanno preso parte alla competizione nella stagione inaugurale. Otto squadre provenienti dalla regione dell'Asia occidentale competono in, un torneo che prevede una fase a gironi ed una fase finale, per il titolo della subzona, mentre altre otto squadre provenienti dalla regione del Golfo Persico fanno lo stesso. Le prime tre squadre di ogni divisione accedono alle Final 8. Alle sei squadre qualificate, nelle Final 8 si uniscono i campioni della National League Kazakistan e la squadra rappresentante l'India. Le due squadre che hanno avuto accesso alla finale per il titolo, avrebbero dovuto qualificarsi per la FIBA Asia Champions Cup 2023, ma la competizione non si è mai tenuta.

## Squadre partecipanti
I Chennai Heat che sono stati incoronati campioni della Indian National Basketball League, avrebbero dovuto disputare le Final 8, ma si sono ritirati prima dell'inizio.
| 'Final 8              | 'Final 8               | 'Final 8            | 'Final 8              |
| --------------------- | ---------------------- | ------------------- | --------------------- |
| Astana (1°)           | Chennai Heat (1°)      | Beirut Club(1°)     | Al-Riyadi Beirut (2°) |
| Shahrdari Gorgan (1°) | Shabab Al-Ahli (1°)    | Al Manama (1°)      | Al Kuwait (1°)        |
| Fase a Gironi         |                        |                     |                       |
| West Asia             | West Asia              | Gulf league         | Gulf league           |
| Beirut Club(1°)       | Al Ittihad Aleppo (1°) | Al-Hilal Riyad (1°) | Al-Sadd Doha (1°)     |
| Al-Riyadi Beirut (2°) | Al-Karamah (2°)        | Al-Nassr (2°)       | Shabab Al-Ahli (1°)   |
| Shahrdari Gorgan (1°) | Orthodox (1°)          | Al Kuwait (1°)      | Al Bashaer (1°)       |
| Zob Ahan Esfahan (2°) | Al-Naft (1°)           | Kazma (2°)          | Al Manama (1°)        |

Note:
1. ↑  Il 15 dicembre 2022, la FIBA ha annunciato che l'Orthodox, secondo classificato nella Premier League giordana, avrebbe sostituito i campioni della Palestina dell'Orthodox Ramallah.[3]

## West Asia League
La West Asia League è iniziata il 21 dicembre 2022 e si è conclusa il 17 maggio 2023.

### Gruppo A
| Pos | Squadra           | G | V | P | PF  | PS  | DP  | Pt | Qualificazione              |  | BEI   | ZAI   | ORT   | ITT   |
| --- | ----------------- | - | - | - | --- | --- | --- | -- | --------------------------- |  | ----- | ----- | ----- | ----- |
| 1   | Beirut Club       | 4 | 3 | 1 | 321 | 269 | +52 | 7  | Qualificata alle semifinali |  | —     | 73–56 | 89–76 | Canc. |
| 2   | Zob Ahan Esfahan  | 4 | 2 | 2 | 306 | 312 | −6  | 6  | Qualificata allo spareggio  |  | 79–72 | —     | 89–81 | Canc. |
| 3   | Orthodox          | 4 | 1 | 3 | 301 | 347 | −46 | 5  | Qualificata allo spareggio  |  | 58–87 | 86–82 | —     | Canc. |
| 4   | Al Ittihad Aleppo | 0 | 0 | 0 | 0   | 0   | 0   | 0  | Ritirata                    |  | Canc. | Canc. | Canc. | —     |

1. ↑  L'Al Ittihad Aleppo  si è ritirato dalla competizione poco prima del suo inizio a causa delle devastazioni causate dal Terremoto in Turchia e Siria del 2023.[4]

### Gruppo B
| Pos | Squadra          | G | V | P | PF  | PS  | DP  | Pt | Qualificazione              |  | SHA    | RIY    | ALN    | KAR   |
| --- | ---------------- | - | - | - | --- | --- | --- | -- | --------------------------- |  | ------ | ------ | ------ | ----- |
| 1   | Shahrdari Gorgan | 4 | 3 | 1 | 360 | 303 | +57 | 7  | Qualificata alle semifinali |  | —      | 75–62  | 110–69 | Canc. |
| 2   | Al-Riyadi Beirut | 4 | 2 | 2 | 337 | 347 | −10 | 6  | Qualificata allo spareggio  |  | 81–74  | —      | 107–98 | Canc. |
| 3   | Al-Naft          | 4 | 1 | 3 | 358 | 405 | −47 | 5  | Qualificata allo spareggio  |  | 91–101 | 100–87 | —      | Canc. |
| 4   | Al-Karamah       | 0 | 0 | 0 | 0   | 0   | 0   | 0  | Ritirata                    |  | Canc.  | Canc.  | Canc.  | —     |

1. ↑  L'Al-Karamah si è ritirato dalla competizione poco prima del suo inizio a causa delle devastazioni causate dal Terremoto in Turchia e Siria del 2023.[4]

### Fase finale
La fase finale della West Asia League si è giocata dal 29 marzo al 17 maggio 2023

#### Spareggio per le semifinali
| Squadra 1        | Totale | Squadra 2 | Gara 1       | Gara 2 | Gara 3 |
| ---------------- | ------ | --------- | ------------ | ------ | ------ |
| Al-Riyadi Beirut | 2–1    | Orthodox  | 102–83       | 95–105 | 97–62  |
| Zob Ahan Esfahan | 2–1    | Al-Naft   | 109–102 (OT) | 82–90  | 93–83  |

#### Semi-finali
| Squadra 1        | Totale | Squadra 2        | Gara 1 | Gara 2 | Gara 3 |
| ---------------- | ------ | ---------------- | ------ | ------ | ------ |
| Shahrdari Gorgan | 2–0    | Zob Ahan Esfahan | 91–72  | 86–81  | –      |
| Beirut Club      | 0–2    | Al-Riyadi Beirut | 77–104 | 92–102 | –      |

#### Finale terzo posto
La finale per il terzo posto, vale la qualificazione per la final 8
| Squadra 1   | Risultato | Squadra 2        |
| ----------- | --------- | ---------------- |
| Beirut Club | 93-75     | Zob Ahan Esfahan |

#### Finali
Le due sfide finali sono state giocate l'11 ed il 17 Maggio.
| Squadra 1        | Totale | Squadra 2        | Gara 1 | Gara 2  | Gara 3 |
| ---------------- | ------ | ---------------- | ------ | ------- | ------ |
| Shahrdari Gorgan | 0–2    | Al-Riyadi Beirut | 79-87  | 114-100 | –      |

## Gulf League
La Gulf League è iniziata il 19 dicembre 2022 e si è conclusa il 15 maggio 2023.

### Gruppo A
| Pos | Squadra        | G | V | P | PF  | PS  | DP   | Pt | Qualificazione              |  | HIL    | SAA   | KAZ   | BAS   |
| --- | -------------- | - | - | - | --- | --- | ---- | -- | --------------------------- |  | ------ | ----- | ----- | ----- |
| 1   | Al-Hilal Riyad | 6 | 5 | 1 | 528 | 428 | +100 | 11 | Qualificata alle semifinali |  | —      | 81–72 | 96–92 | 86–54 |
| 2   | Shabab Al-Ahli | 6 | 4 | 2 | 487 | 465 | +22  | 10 | Qualificata allo spareggio  |  | 75–70  | —     | 91–86 | 92–61 |
| 3   | Kazma          | 6 | 3 | 3 | 537 | 516 | +21  | 9  | Qualificata allo spareggio  |  | 87–92  | 98–86 | —     | 84–77 |
| 4   | Al Bashaer     | 6 | 0 | 6 | 383 | 526 | −143 | 6  |                             |  | 48–103 | 69–71 | 74–90 | —     |

### Gruppo B
| Pos | Squadra      | G | V | P | PF  | PS  | DP   | Pt | Qualificazione              |  | KUW    | MAN    | NAS    | SAD   |
| --- | ------------ | - | - | - | --- | --- | ---- | -- | --------------------------- |  | ------ | ------ | ------ | ----- |
| 1   | Al Kuwait    | 6 | 6 | 0 | 597 | 496 | +101 | 12 | Qualificata alle semifinali |  | —      | 106–78 | 106–83 | 99–93 |
| 2   | Al Manama    | 6 | 4 | 2 | 543 | 523 | +20  | 10 | Qualificata allo spareggio  |  | 88–91  | —      | 105–74 | 98–86 |
| 3   | Al-Nassr     | 6 | 1 | 5 | 462 | 549 | −87  | 7  | Qualificata allo spareggio  |  | 70–101 | 72–75  | —      | 77–78 |
| 4   | Al-Sadd Doha | 6 | 1 | 5 | 519 | 553 | −34  | 7  |                             |  | 84–94  | 94–99  | 84–86  | —     |

1. 1 2  Differenza punti negli scontri diretti: Al-Nassr contro Al-Sadd 163–162.

### Fase finale
La fase finale della Gulf League si è giocata dal 27 marzo al 15 maggio 2023.

#### Spareggio per le semifinali
| Squadra 1      | Totale | Squadra 2 | Gara 1 | Gara 2 | Gara 3 |
| -------------- | ------ | --------- | ------ | ------ | ------ |
| Al Manama      | 2–1    | Kazma     | 69–83  | 100–90 | 82–79  |
| Shabab Al Ahli | 2–1    | Al-Nassr  | 100–90 | 67–68  | 93–71  |

#### Semi-finali
| Squadra 1   | Totale | Squadra 2      | Gara 1 | Gara 2  | Gara 3 |
| ----------- | ------ | -------------- | ------ | ------- | ------ |
| Kuwait Club | 2–0    | Shabab Al Ahli | 87–71  | 110–100 | –      |
| Manama      | 2–0    | Al-Hilal Riyad | 82–78  | 86–71   | –      |

#### Finale terzo posto
La finale per il terzo posto, che vale la qualificazione per la final 8 si è giocata l'8 maggio 2023
| Squadra 1      | Risultato | Squadra 2      |
| -------------- | --------- | -------------- |
| Al-Hilal Riyad | 76-88     | Shabab Al Ahli |

#### Finali
Le date per le due sfide finali sono state definite nel 23 e nel 29 Aprile, mentre l'eventuale terza sfida si terrà il 6 maggio 2024.
| Squadra 1   | Totale | Squadra 2 | Gara 1 | Gara 2 | Gara 3 |
| ----------- | ------ | --------- | ------ | ------ | ------ |
| Kuwait Club | 2–0    | Manama    | 87-78  | 95-85  |        |

## Final Eight
Nelle Final Eight, alle prime tre squadre dell'Asia occidentale e della Lega del Golfo si sono aggiunte le squadre proposte dell'Asia meridionale e centrale (India e Kazakistan). Il 23 maggio la FIBA ha annunciato che il palazzetto dello sport Sheikh Saeed Bin Maktoum di Dubai, negli Emirati Arabi Uniti, avrebbe ospitato la Final Eight inaugurale della WASL.

### Gruppo A
| Pos | Squadra          | G | V | P | PF  | PS  | DP  | Pt | Qualificazione              |  | RIY    | MAN    | BEI   | CHE |
| --- | ---------------- | - | - | - | --- | --- | --- | -- | --------------------------- |  | ------ | ------ | ----- | --- |
| 1   | Al-Riyadi Beirut | 2 | 2 | 0 | 218 | 175 | +43 | 4  | Qualificata alle semifinali |  | —      | 112–84 |       |     |
| 2   | Al Manama        | 2 | 1 | 1 | 170 | 187 | −17 | 3  | Qualificata alle semifinali |  |        | —      | 86–75 |     |
| 3   | Beirut Club      | 2 | 0 | 2 | 166 | 192 | −26 | 2  |                             |  | 91–106 |        | —     |     |
| 4   | Chennai Heat     | 0 | 0 | 0 | 0   | 0   | 0   | 0  | Ritirata                    |  |        |        |       | —   |

### Gruppo B
| Pos | Squadra          | G | V | P | PF  | PS  | DP  | Pt | Qualificazione              |  | KAZ   | KUW   | GOR   | SAH   |
| --- | ---------------- | - | - | - | --- | --- | --- | -- | --------------------------- |  | ----- | ----- | ----- | ----- |
| 1   | Astana           | 3 | 3 | 0 | 252 | 226 | +26 | 6  | Qualificata alle semifinali |  | —     | 85–72 |       | 80–73 |
| 2   | Al Kuwait        | 3 | 2 | 1 | 242 | 230 | +12 | 5  | Qualificata alle semifinali |  |       | —     | 95–85 |       |
| 3   | Shahrdari Gorgan | 3 | 1 | 2 | 251 | 257 | −6  | 4  |                             |  | 81–87 |       | —     | 85–75 |
| 4   | Shabab Al-Ahli   | 3 | 0 | 3 | 208 | 240 | −32 | 3  |                             |  | 60–75 |       | —     |       |

### Semifinali
| Arbitri: | Wissam Zein Ahmed Al Bulushi Mohammad Doost |

|                      |          |                   |
| Johnson 29           | Punti    | 23 Rashed         |
| Gavrilov, Anderson 5 | Assist   | 5 Pointer, Rashed |
| Johnson 6            | Rimbalzi | 11 Evans          |

| Arbitri: | Tataki Kato Kyoungjin Park Kyounghwan Lee |

|          |          |                            |
| Reath 31 | Punti    | 32 Georges-Hunt            |
| Reath 10 | Assist   | 4 Georges-Hunt, Alshemmari |
| Saoud 6  | Rimbalzi | 6 Jawhar, Lalanne          |

### Finale Terzo posto
| Arbitri: | Mohammad Alamiri Kyoungjin Park Wissam Zein |

|          |          |             |
| Reath 23 | Punti    | 23 Krampelj |
| Murphy 5 | Assist   | 8 Johnson   |
| Reath 13 | Rimbalzi | 8 Krampelj  |

### Finale
| Arbitri: | Takaki Kato Yevgeniy Mikheyev Ahmed Ali Yaseen Al-Shuwaili |

|                    |          |                       |
| Hasan 25           | Punti    | 18 Rashed             |
| Cinque giocatori 1 | Assist   | 3 Pointer, Thibodeaux |
| Lalanne, Hasan 6   | Rimbalzi | 8 Pointer             |

| FIBA West Asia Super League 2022-2023 |
| ------------------------------------- |
| Al Manama 1º Titolo                   |